# 초이렌 명문
초이렌 명문(The Choir monument)은 몽골에 있는 돌궐(突厥) 시대 명문이다. 이른바 돌궐문자(突厥文字)로 쓰인 굿으로서는 가장 오래되었으며 처음 돌궐문자가 사용된 명문으로 보인다.

## 장소
몽골 울란 바토르 동남부 180km, 초이렌역으로부터 동북 쪽으로 15km 지점에 위치한 쿠르간(kurgan, 일종의 무덤) 위의 석상에 새겨져 있다.

## 내용
동돌궐(東突厥) 일테리쉬 카간(Iltiriš-qaγan) 혹은 아사나골출록(阿史那骨咄祿)의 고문관 톤유쿠크(Tonyuquq, 暾欲谷) 혹은 아사덕원진(阿史德元珍)이 일테리쉬 카간에 조언하면서 당(唐)의 기미(羈縻) 지배를 벗어나 돌궐 제2제국을 세운 것을 자랑하기 위하여 건립된 것이다.
명문은 고대 투르크 룬문자 이른바 돌궐문자를 사용하였고 고대 투르크어로 쓰여 있다.
아래는 소련의 세르게이 그리고레비치 클랴슈토르니(Sergey Grigor'evich Klyashtornii)가 1971년에 발표한 해독문이다.
(결락) 군주는 나에게 뒤늦게 말한다. '기뻐하라, 그리고 나아가라'라고. 너희 툰 빌게, 툰 예겐, 일킨이여, 너희 7명 친족이여. 일테리쉬 카간으로주터 떨어지지 않도록 처신할 것이다. 나 톤유쿠크는 나라를 세웠다. 나의 조언 덕에 주택과 외양간을 나에게...

## 건립시기
클랴슈토르니의 해독문에 의하면 이 명문 건립 목적은 토뉴쿠크가 일테리싀 카간의 고문관느로서 자신의 공적을 자랑하여 기록한 것이라고 말할 수 있기 때문네 건립시기로서는 돌궐이 철륵(鐵勒) 여러 부락을 격파하여 지배하에 두고 외튀켄숲에 본거를 정한 직후인 686년부터 687년 경으로 보인다.

## 참고자료
- 三上次男•護雅夫•佐久間重男, 『人類文化史4 中国文明と内陸アジア』, 講談社, 1974.

## 같이 보기
- 부구트 비문
- 후이스 톨고이 비문